# Islesburgh Cairn

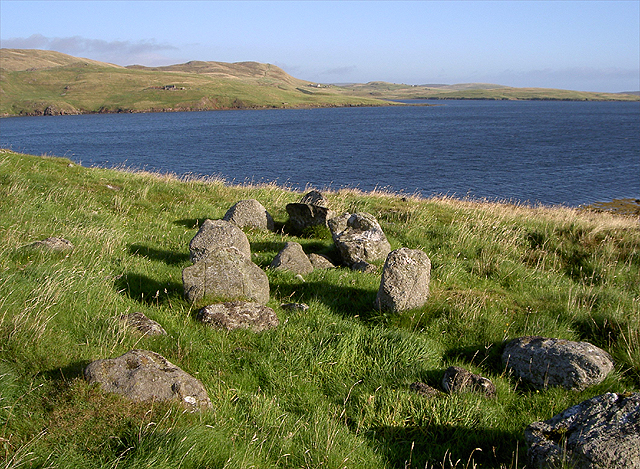
Islesburgh Cairn

Der Islesburgh Cairn ist eine neolithische Megalithanlage, westlich von Brae am Mavis Grind, einer 33 m breiten Landbrücke zwischen der Northmavine Halbinsel im Nordwesten und dem Rest des Mainlands der Shetlands. 

## Der Cairn
Die Megalithanlage wurde in den 1950er Jahren ausgegraben, ohne irgendwelche Funde zu liefern. Sie ist ein gutes Beispiel für einen Heel-shaped Cairn. Die konkave Fassade wird mittig durch den Zugang unterbrochen. Die Anlage ist ungewöhnlich klein. Von der Vorder- zur schlecht erhaltenen Rückseite sind es nur etwa 4,6 m. Ihre heute unvollständige Fassade war ursprünglich acht Meter breit. Der 0,4 m breite und 1,5 m lange Zugang führt in eine rechteckige 1,4 m breite und 1,1 m tiefe Kammer. Der Raum war ursprünglich mit Platten bedeckt. 

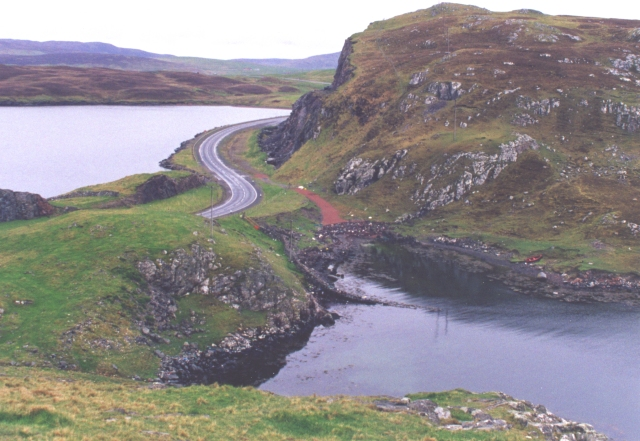
Mavis Grind

Mavis Grind (grind nord. für Isthmus) ist schmal und niedrig genug um hier kleinere Boote zwischen dem Atlantik und der Nordsee zu versetzen.

## Die Einfriedung
Etwa 50 m entfernt liegt, an seiner geraden Seite von der steilen Küste begrenzt, eine D-förmige neolithische Einfriedung mit einem Steingebäude im Zentrum. Das neuzeitlich in einen Pflanztrog umgestaltete Haus, war wahrscheinlich ursprünglich oval und ungefähr 20 m lang. Der südliche Teil des Hauses ist nicht original, der nördliche zeigt Spuren von drei Pfeilern und mindestens zwei Seitennischen. Die Ausgrabung in den 1950er Jahren innerhalb der modernen Hälfte offenbarten einen Abfluss, der nach Süden zur angenommenen Position des Eingangs gerichtet ist. 
Die D-förmige Umfriedung ist ungewöhnlich massiv, fast megalithisch. Die gesamte Gestalt der Einschließung, einschließlich der konkaven Uferlinie, erinnert an die Form des benachbarten Cairns.